# بیمه عمر

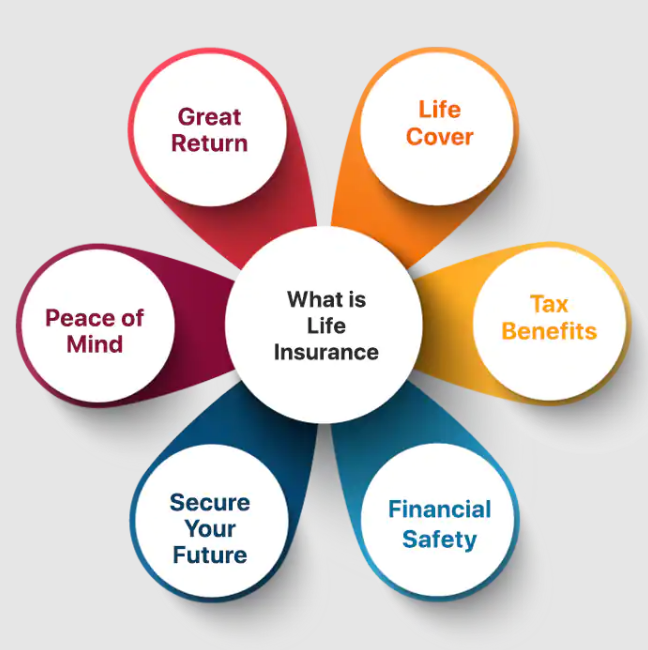
ارکان بیمه عمر

بیمه عمر (به انگلیسی: Life insurance) قراردادی است که میان یک شرکت بیمه و شخص بیمه شونده (یا ضامن وی) منعقد می‌شود، که در آن بیمه شونده متعهد به پرداخت مبلغی به صورت تعیین شده (که غالباً در اقساط بلند مدت طراحی می‌شود) قرارداد می‌گردد و این پرداخت‌ها تا زمانی معین، بسته به نوع قرارداد، ادامه خواهد داشت و با بروز وقایعی چون: فوت طبیعی، فوت بر اثر حادثه، نقص عضو، پرداخت هزینه‌های پزشکی حادثه، ابتلا به بیماری‌های خاص یا از کار افتادن بیمه شده، شرکت بیمه موظف خواهد بود، سرمایه بیمه شده را به‌طور یکجا یا به صورت مستمری به بیمه‌گذار یا به شخص ثالثی که وی تعیین کرده، بپردازد.
بیمه‌های عمر به‌طور کلی دارای دو نوع متفاوت می‌باشند:
- حفاظتی: که خود شامل دو گونه بیمه‌های عمر در صورت حیات بیمه شده و بیمه‌های عمر در صورت فوت بیمه شده‌است و در پایان قرارداد به صورت یکجا به فرد یا ضامن وی پرداخت می‌شود.
- سرمایه‌گذاری: که باید گفت این بیمه نامه نوعی سرمایه برای بیمه‌گذار محسوب شده و در صورت حیات یا فوت از جانب شرکت بیمه به او پرداخت می‌شود.

## نگاه کلی

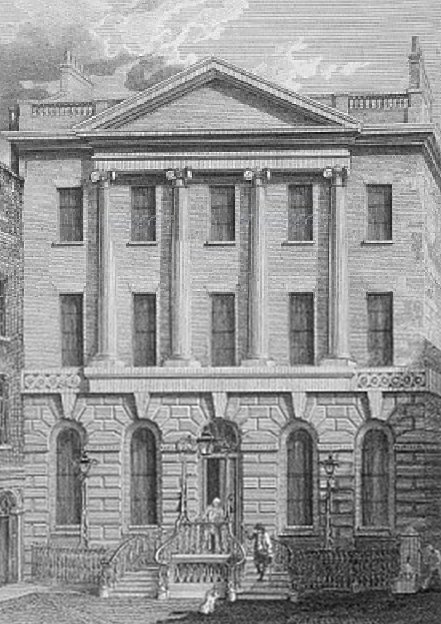
انجمن دوستانه دفتر بیمه دائمی، که در سال ۱۷۰۶ در لندن تأسیس شد، اولین شرکت بیمه عمر در جهان بود.

در یک نگاه کلی، بیمه‌های زندگی در کشورها و شرکت‌های مختلف از یک استاندارد یکسان پیروی نمی‌کند. اما با این حال، قراردادهای بیمه زندگی دارای مشابهت‌های زیادی هستند.

### نقش‌ها
نقش‌های اصلی در بیمه‌های زندگی عبارتند از بیمه‌گذار، بیمه‌شده و ذی‌نفعِ بیمه‌نامه. بیمه‌گذار مالک بیمه‌نامه است و حق بیمه را می‌پردازد؛ بنابراین تصمیم‌گیری در مورد همهٔ اجزای بیمه‌نامه از جمله تعیین ذی‌نفع، بر عهده بیمه‌گذار است. بیمه‌شده، فردی است که زندگی‌اش بیمه شده و درصورتی‌که در طول مدت بیمه‌نامه فوت کند، غرامت فوت به ذی‌نفع پرداخت می‌شود. ممکن است بیمه‌گذار و بیمه‌شده، یک نفر باشند؛ یعنی یک شخص خودش را بیمه کند. اما این امکان نیز وجود دارد که این دو نقش، دو نفرِ مختلف باشند. در صورت فوتِ بیمه‌شده، تنها شخصی که می‌تواند غرامت فوت را دریافت کند، ذی‌نفعِ بیمه‌نامه است؛ بنابراین بازنگری بیمه‌نامه توسط بیمه‌گذار و اطمینان از این که ذی‌نفع به‌درستی در بیمه‌نامه ذکر شده‌باشد، اهمیت زیادی دارد. ذی‌نفع بیمه‌نامه ممکن است یک یا چند نفر باشد. درصورتی‌که در بیمه‌نامه چند نفر به عنوان ذی‌نفع ذکر شوند، باید درصد سهم هر یک از آن‌ها مشخص شده‌ باشد یا اولویت‌گذاری شوند. بیمه‌شده نمی‌تواند ذی‌نفع بیمه‌نامه نیز باشد، اما بیمه‌گذار و ذی‌نفع ممکن است یک نفر باشند. در برخی از کشورها برای کاهش میزان مالیات، توصیه می‌شود که بیمه‌گذار، یکی از نقش‌های ذی‌نفع یا بیمه‌شده را نیز دارا باشد.

### انواع

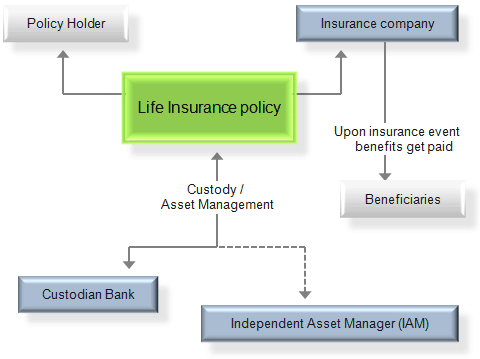
چارت بیمه عمر

به‌طور کلی بیمه‌های زندگی به سه دسته کلی تقسیم می‌شوند؛ بیمهٔ عمر مدت‌دار، بیمهٔ تمام‌عمر و بیمهٔ مختلط. در بیمه عمر مدت‌دار، بیمه‌گذار حق بیمه تعیین شده را برای مدت معینی پرداخت می‌کند و در صورتی که در طی مدت قرارداد، زنده بماند (به شرط حیات) یا فوت کند (به شرط فوت)، شرکت بیمه به ذی‌نفع بیمه نامه مبلغ مشخصی را می‌پردازد. این بیمه نامه ساده‌ترین نوع از بیمه‌های زندگی محسوب می‌شود. در بیمه تمام‌عمر، مدت بیمه‌نامه نامحدود است و شرکت بیمه متعهد می‌شود در صورت فوت بیمه‌گذار در هر زمانی، سرمایه بیمه‌نامه را به ذی‌نفعان آن بپردازد. حق بیمه پرداختی برای استفاده از بیمه تمام‌عمر به‌طور متوسط ۵۰ درصد از بیمه مدت‌دار بیشتر است. بیمهٔ مختلط، صورت کامل‌تری از بیمه‌های زندگی است که طی آن اگر بیمه‌شده در طی مدت قرارداد فوت کند، سرمایه فوت بیمه نامه به علاوه اصل و سود حاصل از ذخایر بیمه‌نامه به ذی‌نفع پرداخت می‌شود. اما اگر در طول مدت قرارداد فوت اتفاق نیفتد، اصل و سود حاصل از ذخایر بیمه‌نامه پرداخت می‌شود.

### پوشش‌ها
پوشش‌های بیمه زندگی به دو دسته تقسیم می‌شوند:

#### پوششهای پس‌اندازی
1. دریافت وام از محل اندوخته بیمه نامه (کارمزد وام ۴٪ بیشتر از سود تضمینی بیمه نامه خواهد بود)
2. اندوخته بیمه نامه پس از اتمام مدت قرارداد به صورت ماهانه یا یکجا به استفاده‌کننده پرداخت می‌شود.
3. سود تضمینی سالانه بیمه عمر که برای دو سال اول قرارداد ۱۶٪ و در سال سوم و چهارم ۱۳٪ و از سال پنجم به بعد ۱۰٪ می‌باشد
4. معافیت دائم از مالیات (ماده ۱۳۶ و ۱۳۷ قانون مالیاتهای مستقیم)
5. تخصیص اندوخته حاصل از سرمایه‌گذاری به غیر
6. امکان دریافت و بازخرید به میزان ۹۰ درصد اندوخته تا سال پنجم و از سال پنجم به بعد معادل ۱۰۰ درصد

#### پوشش‌های بیمه‌ای
1. پوشش امراض خاص: شامل غرامت برای سکته مغزی، سکته قلبی، جراحی عروق کرونر قلب، انواع سرطان و پیوند اعضای داخلی بدن
2. پوشش ازکارافتادگی دائم و کامل ناشی از حادثه: در این پوشش در صورتی‌که بیمه شده به علت حادثه ازکارافتاده شود سرمایه مشخصی را از بیمه گر دریافت می‌کند و از پرداخت حق بیمه در ادامه قرارداد معاف می‌گردد همچنین در بعضی بیمه‌ها می‌تواند به مدت محدودی مبلغی به عنوان مستمری از بیمه گر دریافت نماید
3. پوشش نقص عضو دائم در اثر حادثه: در صورت دچار نقص عضو شدن بیمه شده بر اثر حادثه شرکت بیمه مبلغی به عنوان خسارت پرداخت می‌کند
4. پوشش هزینه پزشکی ناشی از حادثه: هزینه‌های پزشکی و درمانی بیمه شده که دستور پزشک را داشته باشد و توسط حادثه دیده پرداخت می‌شود، شرکت بیمه پرداخت می‌نمایید
5. پوشش فوت عادی: درصورت فوت عادی بیمه شده سرمایه بیمه نامه به استفاده‌کننده بیمه نامه پرداخت می‌شود
6. پوشش فوت ناشی از حادثه: در صورت فوت ناشی از حادثه بیمه شده سرمایه تعیین شده که معمولاً سه برابر سرمایه فوت عادی است به استفاده‌کننده یا استفاده‌کنندگان پرداخت می‌شود

### رشد اقتصادی با اثرگذاری بر اقتصاد
شرکت‌های بیمه با استفاده از منابع خود، هزینه تأمین سرمایه را برای بنگاه‌های اقتصادی کاهش می‌دهند، سطح اطمینان در محیط کسب و کار را بالا می‌برند و نقش مثبتی در تأمین هزینه‌های درمانی و بازنشستگی کارگران ایفا می‌کنند. بیمه زندگی پس‌انداز بخش قابل توجهی از جامعه را به سمت سرمایه‌گذاری‌های اثربخش هدایت می‌کند و در نتیجه دارای تأثیر مثبتی بر رشد اقتصادی و بهبود استاندارد زندگی است. تحقیقاتی که بر روی نماگرهای اقتصادی ۸۶ کشور در حال توسعه در سال‌های ۱۹۹۶ تا ۲۰۱۱ میلادی انجام شده‌است، نشان می‌دهد که توسعه بیمه‌های زندگی دارای تأثیر مثبت بر رشد اقتصادی است؛ هرچند که میزان این تأثیرگذاری به ویژگی‌های زیرساختی اقتصادی کشورها وابسته است. در ایران نیز طی تحقیقی که بازه زمانی ۱۳۳۸ تا ۱۳۸۳ را مورد مطالعه قرار داده، تأثیر مثبت توسعه بیمه زندگی بر توسعه اقتصادی به تأیید رسیده‌است.

### سرمایه بلندمدت
از آنجا که قراردادهای بیمه زندگی عمدتاً طولانی مدت‌اند، شرکت‌های بیمه تمایل دارند تا منابع حاصل از این بخش را به‌صورت بلندمدت سرمایه‌گذاری کنند تا با تعهداتشان سازگار باشد؛ بنابراین منابع حاصل از سرمایه‌گذاری در بیمه‌های زندگی، منابع خوبی برای تأمین سرمایه بلندمدت یا اصطلاحاً سرمایه صبور محسوب می‌شوند.

### بحران‌های اقتصادی

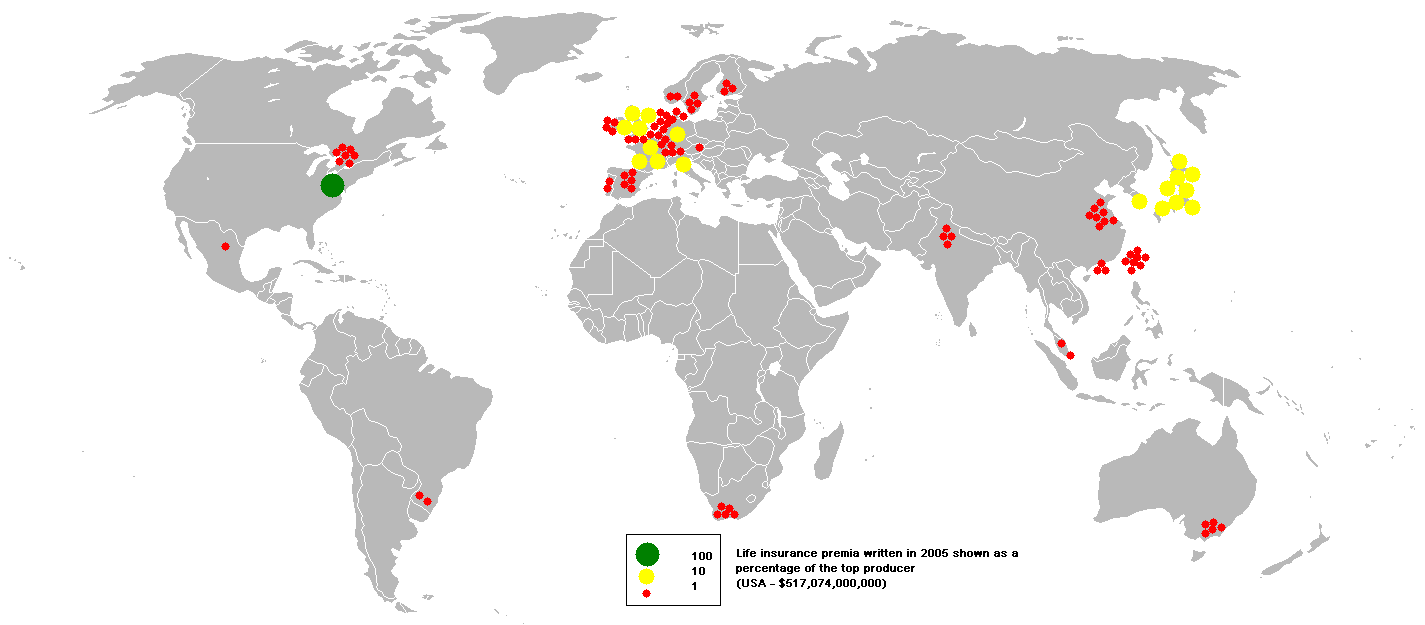
نقشه پرداخت حق بیمه عمر در سال ۲۰۰۵

آسیب‌پذیری شرکت‌های بیمه در بحران‌های اقتصادی کمتر از بانک‌هاست؛ چون بانک‌ها به بازپرداخت سریع سپرده‌های بانکی متعهدند، اما ماهیت بلندمدت قراردادهای بیمه عمر باعث ایجاد ذخایر فنی بلندمدت و جریان نقدینگی پایدار برای شرکت‌های بیمه می‌شود. از آنجا که بیمه‌گذاران حتی در شرایط بحران اقتصادی نیز به پرداخت حق بیمه ادامه می‌دهند، شرکت‌های بیمه قادرند در شرایطی که دیگران سرمایه خود را از بازارهای مالی خارج می‌کنند، به سرمایه‌گذاری خود ادامه دهند و نقش مهمی در تثبیت شرایط بازار ایفا نمایند. تحقیقاتی که بر روی بحران اقتصادی اخیر آمریکا شده‌است نشان می‌دهد که شرکت‌های بیمه زندگی در این دوران کمتر مجبور به فروش دارایی‌های ثابت خود شدند و در حالی که بر میزان فروش اوراق بهادار خود نیفزودند، با خرید اوراق بهادار کمتر نقدشونده، ریسک نقدشوندگی در بازار را کاهش دادند.
برخی شرکت‌های بیمه با شرکت‌های عمر و تشکیل سرمایه را پرداخت می‌نماید.

## ملاحظات فقهی
هم در بین علمای اهل سنت و هم در بین علمای شیعه، نظرات موافق و مخالف متعددی در مورد بیمه و به‌خصوص بیمه زندگی مطرح شده‌است. اکثر مراجع تقلید شیعه بیمه زندگی را مجاز و آن را مصداقی از عقود اسلامی (از جمله صلح، هبه و ضمان) دانسته‌اند. برخی نیز آن را به‌عنوان عقدی مستقل و تاییدشده با دلایل اسلامی در نظر گرفته‌اند. در مقابل، برخی از علمای شیعه و سنی بیمه زندگی را مصداق قمار، ربا و غرر دانسته و آن را حرام اعلام کرده‌اند. از جمله محمد عبده، در سال ۱۳۲۱ در مصر حکم به غیرشرعی بودن بیمه زندگی داده‌است. همچنین شورای فتوای ملی مالزی در سال ۱۳۵۱، بیمه زندگی را به لحاظ موازین اسلامی باطل اعلام کرده‌است.
در برخی از کشورهای اسلامی که بیمه زندگی در آن‌ها ممنوع است، تکافل به عنوان مدل اسلامی از بیمه زندگی پذیرفته شده‌است. تکافل یک سازوکار مشارکتی- حمایتی است که به موجب آن تعدادی از افراد، ریسک زیان بالقوه مربوط به یکدیگر را بین خود تسهیم می‌کنند. این مدل بر اساس نظر برخی از علمای اهل سنت نوعی بیمه تعاونی است که در صدر اسلام نیز وجود داشته‌است.

## استثنائات خسارت در بیمه عمر
1. خودکشی یا اقدام به آن قبل از ۲ سال از شروع بیمه نامه
2. صدمات عمدی واردشده به بدن
3. استفاده از مواد مخدر یا محرک یا مست بودن و خسارات ناشی از آن
4. اعمال مجرمانه
5. فوت بیمه‌شده براثر حادثه عمدی
6. خسارات ناشی از زلزله، طوفان، سیل، انقلاب، انفجار یا هرگونه اقدام تروریستی
7. دیسک یا فتق بیمه‌شده

## مقایسه بیمه عمر و تأمین اجتماعی
بیمه‌های تأمین اجتماعی ماهیتی درمانی دارند و البته تفاوت‌های زیادی با بیمه‌های عمر دارند. اما می‌توان گفت، بیمه‌های عمر می‌تواند مکمل بیمه تأمین اجتماعی باشد. برای مثال، بیمه تأمین اجتماعی در صورت فوت فرد مبلغ بسیار ناچیزی در حدود ۲۰۰ هزار تومان به بازماندگان وی پرداخت می‌کند درصورتی‌که در بیمه عمر در صورت فوت فرد حتی اگر یک قسط از حق‌بیمه را پرداخت کرده باشد، به‌غیراز پرداخت سرمایه فوت، اگر فوت براثر حادثه باشد (در صورت خرید پوشش فوت براثر حادثه) تا ۳ برابر سرمایه فوت را به بازماندگان وی پرداخت می‌کند.
البته لازم است ذکر شود در بیمه تأمین اجتماعی بازماندگان فرد فوت شده می‌توانند مستمری دریافت کنند که این امکان در بیمه‌های عمر به شکل مستمری تأمین اجتماعی وجود ندارد. همسر به‌صورت نامحدود و فرزند دختر تا زمانی که مجرد باشد و فرزند پسر تا ۱۸ سالگی می‌توانند حقوق و مستمری معادل قانون کار دریافت کنند.

## آشنایی با اصطلاحات بیمه عمر و سرمایه‌گذاری
بیمه‌گر: شرکتی که فرد متقاضی (بیمه‌گذار) را تحت پوشش بیمه عمر قرار می‌دهد.
بیمه‌گذار: فردی که خرید بیمه عمر را انجام داده و طبق قرارداد حق بیمه را پرداخت می‌کند. شخص بیمه‌گذار می‌تواند در طول مدت قرارداد بیمه عمر تغییر کند.
بیمه‌شده: فردی که تحت پوشش بیمه عمر قرار دارد و فوت یا حیاتش شرط اصلی برقرار بودن بیمه عمر می‌باشد. بیمه‌شونده و بیمه‌گذار می‌توانند یک نفر باشند، اما این امکان وجود دارد که شخصی فرد دیگری را بیمه کند. برای نمونه فردی فرزند خردسال خود را بیمه عمر و پس‌انداز و آتیه کرده و حق بیمه‌هایش را پرداخت می‌کند.
ذینفع: شخصی که از سوی بیمه‌گذار تعیین می‌شود تا پس از فوت بیمه‌شده، سرمایه بیمه عمر را دریافت نماید.
سرمایه فوت: مبلغی است که در صورت فوت بیمه‌شده، شرکت بیمه متعهد می‌شود به ذی‌نفعان بیمه عمر پرداخت نماید.
سرمایه حادثه (سرمایه فوت ناشی از حادثه): در صورتی که فرد بیمه‌شده بر اثر حادثه فوت کند، سرمایه‌ای بیشتر از سرمایه فوت به ذی‌نفعان او تعلق می‌گیرد.
ضریب تشکیل سرمایه: این ضریب در شرکت‌های مختلف متفاوت می‌باشد. ضریب تشکیل سرمایه، بر حق بیمه سالیانه اعمال شده و سرمایه فوت را تعیین می‌کند. به عنوان مثال اگر سالیانه ۶۰۰ هزار تومان حق بیمه عمر پرداخت شده و ضریب تشکیل سرمایه ۲۵ برابر باشد، سرمایه فوت بیمه گذار ۱۵ میلیون تومان خواهد بود. این عدد به صورت میانگین ۲۵ بوده و بسته به سن بیمه شده می‌تواند از ۲۵ تا ۴۰ برابر باشد